# Johan Bååth

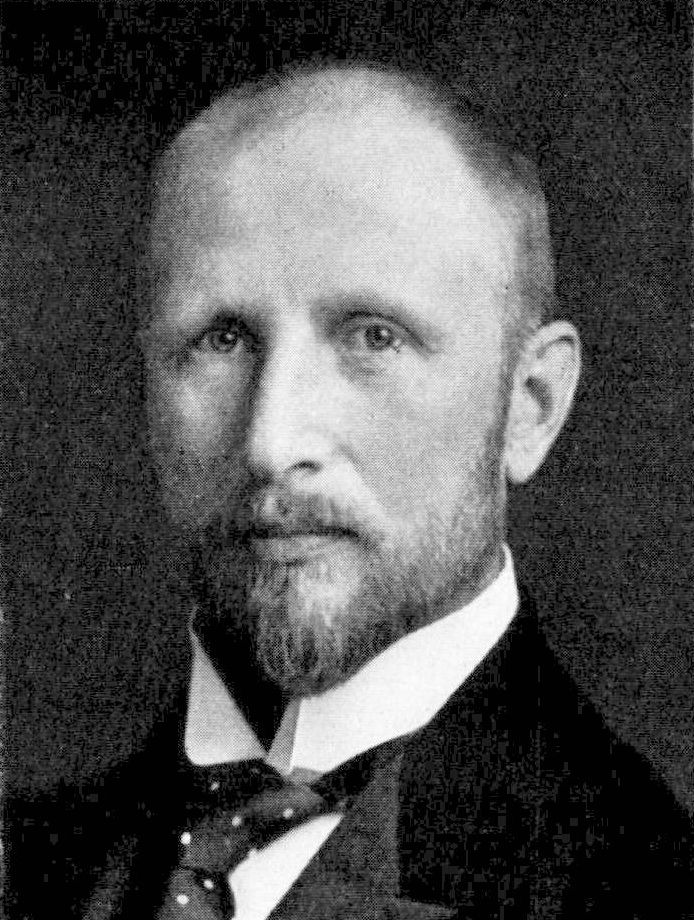
Johan Bååth i SBL.

Johan Fredrik Bååth, född 19 februari 1870 i Norrköpings Hedvigs församling, Norrköping, död 29 december 1953 i Helsingborgs Maria församling, Helsingborg, var en svensk ämbetsman och kommunalman. Han var brorson till Johan Ludvig Bååth.
Bååth var borgmästare i Helsingborg 1911–1936 och blev förlikningsman i arbetstvister 1927. Han var ledamot av kommittén för kommunala nybildningar 1913-1918 och ordförande i krigslagstiftningskommittén 1920-22. Bååth deltog även i flera kommunala och allmännyttiga företag i hemorten samt i föreningen Nordens arbete för skandinaviskt samförstånd.